# (2411) Zellner
(2411) Zellner (1981 JK) – planetoida z grupy pasa głównego asteroid okrążająca Słońce w ciągu 3,32 lat w średniej odległości 2,23 au. Odkryta 3 maja 1981 roku.